# استفانو جاکوملی
استفانو جاکوملی (انگلیسی: Stefano Giacomelli؛ زادهٔ ۳۰ آوریل ۱۹۹۰) بازیکن فوتبال اهل ایتالیا است.
از باشگاه‌هایی که در آن بازی کرده‌است می‌توان به باشگاه فوتبال اینتر میلان، باشگاه فوتبال دلفینو پسکارا، باشگاه فوتبال ویچنزا، و باشگاه فوتبال ترنانا اشاره کرد.
وی همچنین در تیم‌های ملی فوتبال Italy under-20 Lega Pro representative team، زیر ۲۰ سال ایتالیا، و Italy under-21 Serie B representative team بازی کرده‌است.